# Nastri d'argento 1970
La 25ª edizione dei Nastri d'argento si è tenuta nel 1970.

## Vincitori e candidati
I vincitori sono indicati in grassetto, a seguire gli altri candidati.

### Regista del miglior film
- Luchino Visconti - La caduta degli dei
- Marco Ferreri - Dillinger è morto
- Federico Fellini - Fellini Satyricon

### Miglior produttore
- Alberto Grimaldi - per il complesso della produzione
- Franco Cristaldi - La tenda rossa

### Miglior soggetto originale
- Marco Ferreri - Dillinger è morto
- Luigi Magni - Nell'anno del Signore
- Fabio Carpi, Jaja Fiastri, Ruggero Maccari, Dino Risi e Bernardino Zapponi - Vedo nudo
- Enrico Medioli, Nicola Badalucco e Luchino Visconti - La caduta degli dei

### Migliore sceneggiatura
- Fabio Carpi e Nelo Risi - Diario di una schizofrenica
- Luigi Magni - Nell'anno del Signore
- Enrico Medioli, Nicola Badalucco e Luchino Visconti - La caduta degli dei

### Migliore attrice protagonista
- Paola Pitagora - Senza sapere niente di lei
- Anna Maria Guarnieri - Come l'amore

### Migliore attore protagonista
- Nino Manfredi - Nell'anno del Signore
- Ugo Tognazzi - Il commissario Pepe
- Carmelo Bene - Nostra Signora dei Turchi

### Migliore attrice non protagonista
- non assegnato
- Elsa Martinelli - L'amica
- Lucia Bosè - Fellini Satyricon

### Migliore attore non protagonista
- Fanfulla - Fellini Satyricon (ex aequo)
- Umberto Orsini - La caduta degli dei (ex aequo)
- Alberto Sordi - Nell'anno del Signore

### Migliore musica
- Ennio Morricone - Metti, una sera a cena
- Vittorio Gelmetti - Sotto il segno dello scorpione
- Nino Rota - Fellini Satyricon

### Migliore fotografia in bianco e nero
- Vittorio Storaro - Giovinezza giovinezza
- Luciano Tovoli - Come l'amore

### Migliore fotografia a colori
- Giuseppe Rotunno - Fellini Satyricon
- Armando Nannuzzi e Pasqualino De Santis - La caduta degli dei
- Alessandro D'Eva - Il giovane normale

### Migliore scenografia
- Danilo Donati e Luigi Scaccianoce - Fellini Satyricon
- Piero Gherardi - Infanzia, vocazione e prime esperienze di Giacomo Casanova, veneziano
- Vincenzo Del Prato - La caduta degli dei

### Migliori costumi
- Danilo Donati - Fellini Satyricon
- Piero Gherardi - Infanzia, vocazione e prime esperienze di Giacomo Casanova, veneziano
- Piero Tosi - La caduta degli dei

### Regista del miglior film straniero
- John Schlesinger - Un uomo da marciapiede (Midnight Cowboy)
- Luis Buñuel - La via lattea (La voie lactée)
- Costa-Gavras - Z, l'orgia del potere (Z)

### Miglior cortometraggio
- Bruno Bozzetto - Ego

### Migliore produttore di cortometraggio
- Guido Guerrasio - per il complesso della produzione